# Ponte Ferroviária dos Mouratos
A Ponte Ferroviária dos Mouratos é uma infraestrutura da Linha do Sul, situada no concelho de Odemira, na região do Alentejo, em Portugal.

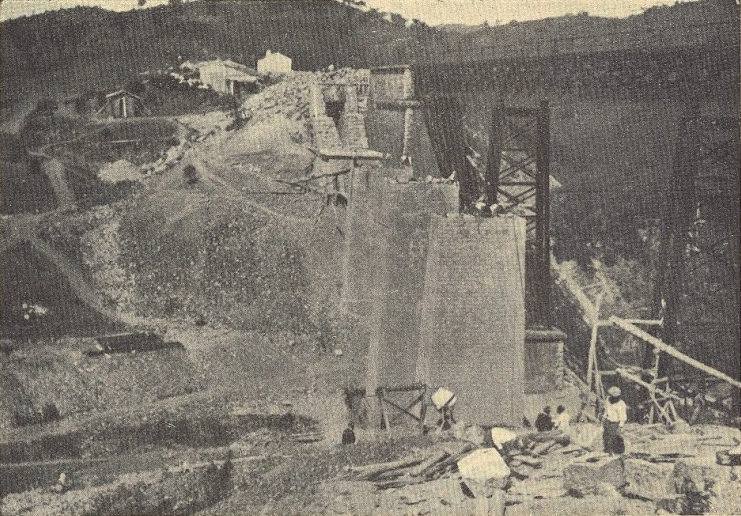
Obras de construção da nova, em Abril de 1933.

## Descrição e história
A ponte está situada junto do apeadeiro de Pereiras, na Linha do Sul, no lanço entre aquela gare e a estação de São Marcos da Serra, e transporta a via férrea sobre um vale. A ponte é formada por arcaria de volta perfeita, sustentando um tabuleiro de traçado recto, orientado de Nordeste para Sudoeste.
Esta ponte encontra-se no lanço da Linha do Sul entre Amoreiras-Odemira e Tunes, que foi inaugurado em 1 de Julho de 1889, em conjunto com a via férrea até Faro.
Na década de 1930, a ponte foi substituída por uma nova estrutura, no âmbito de um programa do governo e da Companhia dos Caminhos de Ferro Portugueses para melhorar a rede ferroviária nacional. Esta obra, em conjunto com a substituição da Ponte de Quinta Nova, na Linha do Alentejo, estiveram entre as intervenções de maior envergadura neste programa, e tiveram como principal finalidade permitir a circulação de locomotivas mais pesadas. Com efeito, considerava-se que o lanço da via férrea a Sul da Funcheira até Faro tinham um mau perfil, levando a grandes reduções na carga, o que, em conjunto com a reduzida capacidade das estações e a fraqueza das locomotivas, prejudicava consideravelmente os serviços. Além disso, pelo menos desde 1912 que a antiga Administração dos Caminhos de Ferro do Estado reconhecia que ambas as pontes já não se encontravam em boas condições de conservação, tendo aconselhado a sua substituição, conclusão a que chegou igualmente a Comissão de Verificação de Resistência de Pontes e Obras Metálicas. Os trabalhos iniciaram-se ainda em 1912, mas tiveram de ser interrompidos devido à Primeira Guerra Mundial, e em 1919 voltou-se a discutir a questão da segurança, pelo que o Serviço de Via e Obras fez a substituição de várias peças, e instalou dispositivos para impedir que a água salgada, oriunda dos vagões que transportavam peixe, caísse sobre as peças metálicas, acelerando o processo de corrosão. Ainda assim, a sua situação agravou-se, e em 1920 proibiu-se a circulação pelas duas pontes das locomotivas mais pesadas de então, correspondentes às séries 300 e 400. Porém, esta medida causou grandes problemas aos serviços, uma vez que o traçado duro da linha exigia locomotivas muito potentes.
Em 1929, a Companhia dos Caminhos de Ferro Portugueses fez o projecto para a substituição de várias pontes metálicas, incluindo a de Mouratos, que foi enviado à Direcção-Geral de Caminhos de Ferro, que tentou encontrar os recursos financeiros para as obras, em conjunto com a Comissão Administrativa do Fundo Especial. Em 31 de Outubro desse ano, o Conselho Superior de Obras Públicas emitiu um parecer sobre o projecto para a nova ponte, que levou a várias alterações, tendo sido aprovado de forma definitiva em Junho de 1930. A substituição das pontes de Mouratos e de Quinta Nova envolveu elevados recursos financeiros, tendo a primeira sido orçada em 1.754.622$00, motivo pelo qual a Direcção-Geral defendeu que as obras deveriam ser feitas por empreitada, em concurso público. Porém, esta proposta não foi inicialmente aceite pela Companhia dos Caminhos de Ferro, uma vez que que o contrato inicial estipulava que seria responsável por todas as obras complementares de acordo com os orçamentos aprovados, mas a empresa acabou por concordar após uma longa discussão. Iniciou-se assim o processo para a abertura do concurso em hasta pública, que foi feito em 2 de Julho de 1931, com um grande sucesso, tendo o preço total para ambas as pontes sido reduzido em cerca de dois mil contos em relação aos orçamentos iniciais.
As obras de substituição das duas pontes iniciaram-se em Março de 1932, tendo encontrado grandes dificuldades por as novas estruturas terem sido construídas imediatamente ao lado das antigas, e por terem sido necessários caboucos muito fundos, nalguns casos com cerca de quinze metros de profundidade, devido à natureza e composição dos terrenos. Em Junho de 1933, as obras na Ponte de Mouratos estavam muito adiantadas,  já se tinham instalado as fundações dos primeiros encontros e uma grande parte em elevação, enquanto que três pilares já tinham sido fundados e crescidos quase até ao nível do cordão, e os restantes pilares tinham os trabalhos dos caboucos em estado avançado.

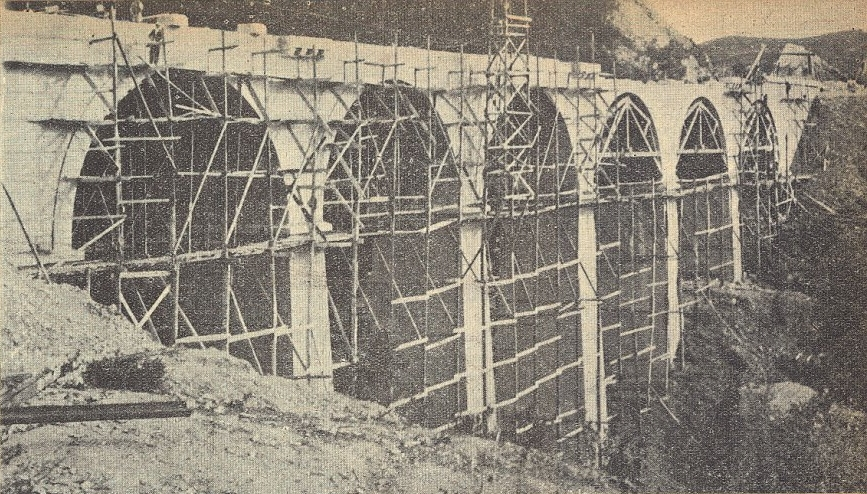
Obras de construção da nova ponte, estando já quase concluída.